# 2009–2010-es grúz labdarúgó-bajnokság (első osztály)
A 2009–2010-es Umagleszi Liga a 21. alkalommal kiírt élvonalbeli labdarúgó-bajnokság Grúziában, mely 2009. augusztus 1-jén 10 csapat részvételével rajtolt. A címvédő a WIT Georgia csapata.

## A bajnokság rendszere
A bajnokság 10 csapat részvétel kétszeres körmérkőzés, oda-visszavágós rendszerben zajlanak, mely során minden csapat minden csapattal négyszer mérkőzik meg: kétszer pályaválasztóként, kétszer pedig idegenben. A pontvadászat győztese a grúz bajnok, a 9. és 10. helyezett csapatok pedig kiesnek a másodosztályba.

## Változások az előző szezonhoz képest
11-ről 10 csapatosra csökkentették az élvonalbeli pontvadászat létszámát.

### Feljutott az élvonalba
- SZK Szamtredia (a másodosztály nyugati csoportjának győztese)
- Baia Zugdidi (a másodosztály nyugati csoportjának ezüstérmese)

A másodosztály keleti csoportjának győztese, az Ameri Tbiliszi ismeretlen okokból nem nevezett az élvonalba, helyette a nyugati csoport második helyezettje indult.

### Kiesett a másodosztályba
- Meszheti Ahalcihe (visszalépett)
- Mglebi Zugdidi (megszűnt, helyét a Baia Zugdidi vette át)
- SZK Bordzsomi (11. helyezett)

A 2008–2009-es szezonban 9. helyezett SZK Gagra és 10. helyezett Szpartaki Chinvali csapata a két visszalépő miatt megtarthatta élvonalbeli tagságát.

## Csapatok
| Csapat              | Város      | Stadion                      | Befogadóképesség |
| ------------------- | ---------- | ---------------------------- | ---------------- |
| Baia Zugdidi        | Zugdidi    | Központi stadion             | 5 500            |
| Dinamo Tbiliszi     | Tbiliszi   | Borisz Paicsadze Stadion     | 55 000           |
| SZK Gagra           | Tbiliszi   | Ameri Stadion                | 1 000            |
| Lokomotivi Tbiliszi | Tbiliszi   | Miheil Meszhi Stadion        | 25 680           |
| Olimpi Rusztavi     | Rusztavi   | Poladi Stadion               | 4 000            |
| SZK Szamtredia      | Szamtredia | Eroszi Mandzsgaladze Stadion | 3 000            |
| Szioni Bolniszi     | Bolniszi   | Tamaz Sztepania Stadion      | 3 000            |
| Szpartaki Chinvali  | Tbiliszi   | Kartli Stadion               | 1 000            |
| WIT Georgia         | Tbiliszi   | Sevardeni Stadion            | 4 000            |
| SZK Zesztaponi      | Zesztaponi | Központi stadion             | 4 000            |

## Végeredmény
| #   | Csapat                  | M  | GY | D  | V  | G+ – G– | GK  | P   | Megjegyzések                                   |
| --- | ----------------------- | -- | -- | -- | -- | ------- | --- | --- | ---------------------------------------------- |
| 1.  | Olimpi Rusztavi (B)     | 36 | 25 | 7  | 4  | 69–26   | +43 | 792 | 2010–2011-es Bajnokok Ligája – 2. selejtezőkör |
| 2.  | Dinamo TbilisziK        | 36 | 22 | 8  | 6  | 62–19   | +43 | 74  | 2010–2011-es Európa-liga – 1. selejtezőkör     |
| 3.  | SZK Zesztaponi          | 36 | 19 | 10 | 7  | 58–33   | +25 | 67  | 2010–2011-es Európa-liga – 1. selejtezőkör     |
| 4.  | WIT GeorgiaCV (KGY)     | 36 | 17 | 13 | 6  | 48–31   | +17 | 64  | 2010–2011-es Európa-liga – 2. selejtezőkör1    |
| 5.  | Szpartaki Chinvali      | 36 | 11 | 10 | 15 | 44–58   | −14 | 43  |                                                |
| 6.  | Szioni Bolniszi         | 36 | 8  | 14 | 14 | 27–43   | −16 | 38  |                                                |
| 7.  | SZK SzamtrediaÚ         | 36 | 10 | 7  | 19 | 43–68   | −25 | 37  |                                                |
| 8.  | Baia ZugdidiÚ           | 36 | 7  | 12 | 17 | 29–48   | −19 | 33  |                                                |
| 9.  | Lokomotivi Tbiliszi (K) | 36 | 5  | 11 | 20 | 19–50   | −31 | 26  | Pirveli Liga                                   |
| 10. | SZK Gagra (K)           | 36 | 5  | 9  | 22 | 30–59   | −29 | 24  | Pirveli Liga                                   |

Forrás: pfl.ge (grúzul) 
A rangsorolás alapszabályai: 1. összpontszám, 2. egymás elleni eredmények összpontszáma, 3. gólkülönbség, 4. szerzett gólok száma.
1A WIT Georgia nyerte a 2009–2010-es grúz kupát, így a 2010–2011-es Európa-liga 2. selejtezőkörében jogosult indulni.
2Az Olimpi Rusztavi csapatától 3 pontot levontak.
(B): Bajnokcsapat, (K): Kieső csapat, (F): Feljutó csapat, (I): Kupainduló, (R): A rájátszás győztese, (KGY): Kupagyőztes

## Kereszttábla

### 1. és 2. kör eredményei
| Hazai \ Vendég1     | BAI | DIN | GAG | LOK | OLI | SZA | SZB | SZC | WIT | ZES |
| Baia Zugdidi        |     | 0–6 | 2–2 | 2–1 | 1–2 | 2–2 | 2–0 | 4–1 | 0–1 | 0–1 |
| Dinamo Tbiliszi     | 1–0 |     | 2–0 | 1–0 | 4–0 | 2–0 | 0–2 | 5–0 | 0–0 | 2–0 |
| SZK Gagra           | 1–0 | 0–0 |     | 2–0 | 0–1 | 1–1 | 1–1 | 1–2 | 4–0 | 0–1 |
| Lokomotivi Tbiliszi | 0–0 | 0–3 | 1–0 |     | 1–2 | 0–3 | 0–0 | 0–0 | 1–3 | 0–1 |
| Olimpi Rusztavi     | 2–0 | 1–0 | 5–0 | 3–1 |     | 5–0 | 3–0 | 1–1 | 0–0 | 1–0 |
| SZK Szamtredia      | 1–0 | 3–1 | 4–3 | 2–0 | 0–4 |     | 1–1 | 2–1 | 2–2 | 0–2 |
| Szioni Bolniszi     | 1–0 | 0–0 | 1–1 | 0–0 | 0–6 | 3–0 |     | 1–4 | 0–1 | 0–0 |
| Szpartaki Chinvali  | 1–0 | 1–1 | 3–1 | 2–0 | 1–2 | 2–0 | 1–1 |     | 1–2 | 3–3 |
| WIT Georgia         | 2–1 | 0–0 | 5–1 | 1–1 | 1–2 | 2–1 | 2–1 | 2–0 |     | 1–1 |
| SZK Zesztaponi      | 2–1 | 4–1 | 1–0 | 0–0 | 2–2 | 4–2 | 3–0 | 4–1 | 2–1 |     |

Forrás: pfl.ge (grúzul) 
1A hazai csapatok a bal oldali oszlopban szerepelnek.
Színek: Zöld = hazai győzelem; Sárga = döntetlen; Piros = vendéggyőzelem.
 

### 3. és 4. kör eredményei
| Hazai \ Vendég1     | BAI | DIN | GAG | LOK | OLI   | SZA | SZB | SZC | WIT | ZES |
| Baia Zugdidi        |     | 1–1 | 2–1 | 0–0 | 1–1   | 2–0 | 0–0 | 0–2 | 1–1 | 0–1 |
| Dinamo Tbiliszi     | 3–0 |     | 4–1 | 1–0 | 0–0   | 4–1 | 4–0 | 2–0 | 1–2 | 2–0 |
| SZK Gagra           | 1–1 | 0–1 |     | 0–1 | 0–2   | 2–1 | 1–2 | 4–1 | 0–1 | 0–0 |
| Lokomotivi Tbiliszi | 1–3 | 0–3 | 1–1 |     | 0–2   | 3–2 | 0–1 | 2–1 | 0–1 | 1–1 |
| Olimpi Rustavi      | 1–0 | 1–1 | 3–0 | 2–0 |       | 3–1 | 0–0 | 4–0 | 1–0 | 3–1 |
| Szamtredia          | 0–1 | 0–1 | 1–0 | 1–2 | 0–1   |     | 2–1 | 2–1 | 1–0 | 2–3 |
| Szioni Bolniszi     | 0–0 | 0–1 | 2–0 | 1–0 | 1–2   | 2–2 |     | 0–1 | 2–2 | 0–1 |
| Szpartaki Chinvali  | 2–0 | 2–1 | 0–0 | 1–1 | 4–1   | 1–1 | 1–3 |     | 0–0 | 1–4 |
| WIT Georgia         | 2–2 | 0–2 | 2–0 | 3–0 | 2–0   | 1–1 | 0–0 | 3–1 |     | 1–1 |
| SZK Zesztaponi      | 4–0 | 0–1 | 4–1 | 1–1 | tör.2 | 5–1 | 1–0 | 0–0 | 0–1 |     |

Forrás: pfl.ge (grúzul) 
1A hazai csapatok a bal oldali oszlopban szerepelnek.
Színek: Zöld = hazai győzelem; Sárga = döntetlen; Piros = vendéggyőzelem.
2A mérkőzés a 89. percben, 1–1-es állásnál félbeszakadt, mert a pályán verekedés tört ki. A szövetség törölte a pályán elért eredményt, és mindkét csapat számára 0–3-as gólarányú vereségként számolta el. 
 

## Külső hivatkozások
- pfl.ge (grúzul)